# Pukguksong-3
O Pukguksong-3 (hangul: 북극성-3; hanja: 北極星-3   ), também conhecido como KN-26, é um míssil balístico norte-coreano de dois estágios lançado por submarino, provavelmente baseado no mesmo motor que alimenta o Pukkuksong-2. O míssil teve seu primeiro teste de voo bem-sucedido em 2 de outubro de 2019, embora tenha sido apresentado em desfiles em 2017. Comparado aos mísseis mais antigos, o Pukguksong-3 provavelmente representa um passo adicional no desenvolvimento do SLBM, possivelmente em direção a um eventual míssil padronizado.

## Projeto
O Pukguksong-3 é um desenvolvimento posterior do Pukguksong-2, compartilhando o mesmo diâmetro de 1,4 metros. Os mísseis foram mostrados pela primeira vez no desfile de 15 de abril de 2017 com uma aparência semelhante à do Pukguksong-1, mas maior, e pintados com uma faixa preta ininterrupta no nariz. Os mísseis desfilados tinham uma saia com aletas de grade.
Mais foi mostrado em 22 de agosto, quando imagens de invólucro de filamento ferido foram mostradas com um diâmetro maior de 1,4 metros, junto com o nome oficial do míssil, em um display no fundo de uma foto. A imagem mostrou um míssil Pukguksong-3 em uma lata e revelou que seria um míssil de combustível sólido de dois estágios. Antes disso, houve uma série de testes de ejeção em Sinpo, embora não tenha sido possível confirmar se os testes envolviam o Pukguksong-3.
Um relatório diferente afirma que o Pukguksong-3 tem a intenção de se afastar do design do Pukguksong-1, em vez de segui-lo. De acordo com essa análise, o míssil é uma nova plataforma que provavelmente melhoraria a capacidade de segundo ataque da Coreia do Norte.
O míssil foi exibido na exibição 'Self-Defense' 2021, entre um Pukguksong-5 e o mais novo, KN-23 like SLBM. A linha preta originalmente ininterrupta foi quebrada com uma faixa branca, possivelmente em uma tentativa de engano.

## Desenvolvimento
O míssil provavelmente será implantado no novo submarino Sinpo-C em construção, já que o atual submarino Sinpo-B, que se encaixa no míssil Pukguksong-1, não caberia no míssil Pukguksong-3 maior. O novo submarino de mísseis balísticos é baseado no submarino da classe Romeo e provavelmente será equipado com três tubos de lançamento de mísseis. No entanto, a posição dos tubos provavelmente resultaria em espaço reduzido para o compartimento da bateria e, portanto, reduzir sua resistência subaquática, possivelmente reduzindo-a à metade da capacidade original. Como o submarino ainda está em construção, ele pode ser lançado para disparar os mais novos e ainda maiores mísseis Pukguksong-5. Mesmo com essas modificações, no entanto, é improvável que o submarino da classe Romeo alcance 3.000 toneladas, conforme relatado pela mídia sul-coreana e, como tal, a possibilidade de uma conversão baseada em um submarino da classe Golf também é possível.

## Variantes

### Pukguksong-4
No desfile de 10 de outubro de 2020 que comemora o 75º aniversário da fundação do Partido dos Trabalhadores da Coreia, um novo míssil marcado como Pukguksong-4 foi exibido. Seu tamanho é significativamente maior em comparação com o Pukguksong-3, tanto em diâmetro quanto em comprimento. Ao contrário do Pukguksong-3, ele foi visto com escolta da Força Terrestre do Exército da Coreia do Norte e o míssil não parecia ter um mecanismo de separação real para seus dois estágios. Partes do motor pareciam ser enroladas em filamentos para tornar o míssil mais leve e permitir um maior alcance e carga útil. O alcance é provavelmente semelhante ou maior do que o do Pukguksong-3, embora nenhum teste de voo tenha sido realizado.

### Pukguksong-5
Em um desfile em 14 de janeiro de 2021, outra variante SLBM foi exibida, designada Pukguksong-5. Ele compartilhava o design dos dois mísseis anteriores, porém com um cone de nariz pontiagudo e uma cobertura de carga útil mais longa para um comprimento geral maior. O aparecimento de outro míssil não testado provavelmente indica que a Coreia do Norte ainda está em processo de definição de um projeto SLBM específico.